# Černínovsko
Přírodní rezervace Černínovsko byla vyhlášena roku 1950 a nachází se u obce Libiš, těsně vedle areálu chemičky Spolana Neratovice. Předmětem ochrany bylo slepé rameno Labe s lužním lesem.
Chráněné území bylo zrušeno dne 10. června 2014 a nahrazeno přírodní rezervací Úpor–Černínovsko.

## Popis oblasti
Mezi významné druhy rostlin v oblasti patří ostřice pašáchor (Carex pseudocyperus), česnek medvědí (Allium ursinum), nadmutice bobulnatá (Silene baccifera), ostřice pobřežní (Carex riparia), stulík žlutý (Nuphar lutea) a voďanka žabí (Hydrocharis morsus-ranae). Z ptactva lze pozorovat například cvrčilku říční (Locustella fluviatilis), ledňáčka říčního (Alcedo atthis), rákosníka zpěvného (Acrocephalus palustris), sedmihláska hajního (Hippolais icterina) či slavíka obecného (Luscinia megarhynchos).